# André Dussollier
André Dussollier, né le 17 février 1946 à Annecy (Haute-Savoie), est un acteur français.
Entre 1993 et 2002, il reçoit trois César, deux de meilleur acteur dans un second rôle pour Un cœur en hiver et La Chambre des officiers, et entre ces deux récompenses, celui du meilleur acteur en 1998 pour On connaît la chanson. En 2015, après quatre nominations, il reçoit le Molière du comédien.

## Biographie

### Jeunesse et formation
André Dussollier est né le 17 février 1946 à Annecy. Il passe son enfance entre Cruseilles, ville située entre Annecy et Genève, et Étrigny, petit village de Bourgogne, où il suit ses parents, alors percepteurs : François (1915-2010) et Marie-Louise (1916-2001). Il ressent très vite le goût de la comédie ; en effet, à 10 ans, il monte sur scène lors d'une représentation scolaire de L'Enfant et la Rivière.
Après son bac, son père le pousse à suivre des études universitaires, il entame donc des études de lettres modernes et de linguistique à Grenoble où il obtient deux licences et une maîtrise. Sa passion pour la comédie ne l'ayant pas abandonné, il part pour Paris afin d'y devenir acteur.
Il arrive à 23 ans à Paris[réf. nécessaire], où il suit les cours d'art dramatique de Jean Périmony, pour préparer l'entrée au Conservatoire. Il y est admis et en sort avec un premier prix (promotion 1972). Les portes de la Comédie-Française lui sont alors grandes ouvertes, il en devient pensionnaire durant une saison[réf. nécessaire] à partir de 1972.

### Carrière
Cette même année où il a obtenu le premier prix de comédie avec Francis Perrin, François Truffaut qui l'avait remarqué au Conservatoire dans sa prestation de Léonce et Léna de Büchner, aux côtés de Jacques Spiesser, lui offre son premier grand rôle au cinéma dans Une belle fille comme moi.
Depuis, André Dussollier alterne films populaires et films d'auteur, notamment avec Alain Resnais.
Grand amateur de radio, il ne se contente pas de l'écouter : il en fait beaucoup. Pour l'Atelier de création du Grand Ouest de Radio France, il interprète, en 1991, le rôle de Prisca dans la dramatique d'André Targe Lettres d'Aymonville, aux côtés de Cécile Backès et de Paul Le Person.
Il remporte le César du meilleur acteur en 1998 pour son rôle dans On connaît la chanson, d'Alain Resnais, le César du meilleur acteur dans un second rôle en 1993 pour Un cœur en hiver, de Claude Sautet, ainsi qu'en 2002 pour son interprétation du chirurgien militaire dans La Chambre des officiers, de François Dupeyron.
En 1995, il prête sa voix dans le documentaire Le siècle Stanislavsky, avec Jacques Frantz, Michel Papineschi, et Annie Balestra.
Il reçoit le 7 d'or du meilleur acteur en 1985 pour Music Hall, de Marcel Bluwal.
Il enregistre la voix off du film à succès de Jean-Pierre Jeunet Le Fabuleux Destin d'Amélie Poulain en 2000.
Il prête également sa voix à la lecture de quelques textes d'À la recherche du temps perdu, de Marcel Proust, pour les éditions Thélème.
En 2005, il forme avec Catherine Frot le duo Bélisaire et Prudence Beresford dans la comédie policière Mon petit doigt m'a dit, d'après le roman d'Agatha Christie. Il s'agit du premier volet d'une trilogie, le duo se retrouve par la suite dans Le crime est notre affaire en 2008 et Associés contre le crime en 2012.
Il participe à une anthologie des films de Georges Méliès parue en 2008 en DVD en lisant les commentaires de l'auteur sur les films. En 2010, il prête sa voix pour promouvoir le vin de la maison de champagne de Passy-Grigny, dans une vidéo de présentation du village.
André Dussollier a aussi interprété la voix française du narrateur dans les documentaires de la BBC Sur la terre des dinosaures et Sur la terre des géants.
En 2013, il s'improvise entraineur de catch dans la comédie Les Reines du ring de Jean-Marc Rudnicki.
En 2014, il incarne le père de Léa Seydoux dans La Belle et la Bête de Christophe Gans, nouvelle adaptation du fameux conte. Dans un autre registre, il incarne le consul général de Suède Raoul Nordling, opposé au gouverneur militaire Dietrich von Choltitz incarné par Niels Arestrup, dans le film Diplomatie de Volker Schlöndorff. Il s'agit de l'adaptation de la pièce de théâtre de Cyril Gély, dans laquelle les deux acteurs apparaissent également.
En janvier 2018, il devient parrain aux côtés de Gregory Prenleloup de l'association 123 Action.
En 2019, dix-huit ans après Tanguy, André Dussolier et Sabine Azéma retrouvent leurs rôles respectifs de Paul et Edith Guetz, ces parents désespérés de voir leur fils prendre racine à la maison, dans Tanguy, le retour, d'Étienne Chatiliez. Le film marque également la onzième collaboration entre l'acteur et l'actrice. Loin des 4 300 000 entrées du premier volet, la suite réunit tout de même 1 000 000 de spectateurs. Il tourne également dans la comédie dramatique footbalistique Fourmi, de Julien Rappeneau.
En 2021, il tient le rôle du chef du BEA dans le thriller Boîte noire de Yann Gozlan, porté par Pierre Niney. Dans un registre plus comique, il prend part avec Jérôme Commandeur à la comédie Attention au départ ! de Benjamin Euvrard. Il tient également son premier rôle majeur dans une série télévisée en apparaissant dans Cellule de crise. Enfin, il tourne dans Tout s'est bien passé de François Ozon, dans lequel il tient le rôle d'un homme souhaitant avoir recours au suicide assisté après son hospitalisation à la suite d'un accident vasculaire cérébral. Il partage l'affiche avec Sophie Marceau qui joue le rôle de sa fille, Emmanuèle Bernheim, qui est l'autrice du roman biographique qui est ici adapté.
En 2022, il retrouve Jean-Pierre Jeunet dans le film Big Bug dans lequel il prête sa voix à un robot reprenant les traits d'Albert Einstein.
Dans la comédie politique Le Tigre et le Président de Jean-Marc Peyrefitte narrant la courte présidence de Paul Deschanel interprété par Jacques Gamblin, il tient le rôle du président du Conseil des ministres Georges Clemenceau. Toujours présent à la télévision, il joue dans la comédie satirique Juliette dans son bain de Jean-Paul Lilienfeld, diffusée sur Arte. Enfin, il partage avec José Garcia l'affiche du film Le Torrent d'Anne Le Ny.
En 2023, il joue dans le film catastrophe En plein feu de Quentin Reynaud. Il forme un duo père-fils avec Alex Lutz qui se retrouve en plein milieu d'un feu dans la forêt des Landes. La même année, il retrouve François Ozon dans la comédie judiciaire Mon crime, d'après la pièce de théâtre de Georges Berr et Louis Verneuil.
En 2024, il joue, seul en scène, une série de textes littéraires dans un spectacle intitulé Sens dessus dessous.

### Vie privée
Au milieu des années 1970, il est le compagnon pendant deux ans de l'actrice Isabelle Adjani.
Avec Francesca Avossa, il a deux enfants : Léo (né en 1988) et Giulia (née en 1993).

## Hommage
Une salle de spectacles porte son nom à Divonne-les-Bains (Ain).
Une bibliothèque porte son nom à Cruseilles (Haute-Savoie).

## Filmographie

### Années 1970
- 1970 : Ils de Jean-Daniel Simon : Steve Masson
- 1971 : Les Enquêtes du commissaire Maigret de Marcel Cravenne, épisode : Maigret aux assises : le journaliste
- 1972 : Les Chemins de pierre, de Joseph Drimal (série télévisée)
- 1972 : Une belle fille comme moi, de François Truffaut : Stanislas Prévine
- 1972 : Les Boussardel, de René Lucot (feuilleton TV) : Louis Boussardel
- 1973 : Les Fourberies de Scapin, de Jean-Paul Carrère (téléfilm)
- 1974 : Toute une vie, de Claude Lelouch : Simon
- 1974 : La Gifle, de Claude Pinoteau : le joueur de foot
- 1974 : Madame Bovary, de Pierre Cardinal (téléfilm)
- 1975 : Un divorce heureux, de Henning Carlsen
- 1976 : Il pleut sur Santiago, de Helvio Soto
- 1976 : Histoire de rire, de Yves-André Hubert (téléfilm)
- 1976 : Marie-Poupée, de Joël Séria : Claude
- 1977 : Alice ou la Dernière Fugue, de Claude Chabrol : le jeune homme du parc / le pompiste
- 1977 : Le Couple témoin, de William Klein : Jean-Michel
- 1977 : Ben et Bénédict, de Paula Delsol : Bernard
- 1977 : Rossel et la Commune de Paris, de Serge Moati (téléfilm) : Rossel
- 1978 : Un ours pas comme les autres, de Nina Companeez (feuilleton TV)
- 1978 : Perceval le Gallois, d'Éric Rohmer : Gauvain
- 1979 : La Muse et la Madone, de Nina Companeez (téléfilm)
- 1979 : Orient-Express, de Daniele D'Anza (feuilleton TV) (segment Jenny)

### Années 1980
- 1980 : Pollufission 2000, de Jean-Pierre Prévost (téléfilm)
- 1980 : Le Barbier de Séville, de Jean Pignol (téléfilm)
- 1980 : La Fraîcheur de l'aube, de Raymond Rouleau (téléfilm captation de pièce)
- 1980 : Extérieur, nuit, de Jacques Bral : Bony
- 1981 : Paradis provisoire (Ideiglenes paradicsom), d'András Kovács : Jacques
- 1981 : Les Filles de Grenoble, de Joël Le Moigné : le juge Le Perec
- 1981 : Au théâtre ce soir : Monsieur Masure, de Claude Magnier, mise en scène René Clermont, réalisation Pierre Sabbagh, Théâtre Marigny
- 1982 : La Triple Mort du troisième personnage (La triple muerte del tercer personaje), de Helvio Soto
- 1982 : L'Épreuve, de Claude Santelli (téléfilm)
- 1982 : Qu'est-ce qui fait courir David ?, d'Élie Chouraqui : Guy
- 1982 : Le Beau Mariage, d'Éric Rohmer : Edmond
- 1983 : Elle voulait faire du cinéma, de Caroline Huppert (téléfilm)
- 1983 : La vie est un roman, d'Alain Resnais : Raoul Vandamme
- 1983 : Liberty Belle, de Pascal Kané : Vidal
- 1984 : Première classe, de Mehdi El Glaoui (court-métrage)
- 1984 : Les Enfants, de Marguerite Duras, Jean Mascolo et Jean-Marc Turine
- 1984 : L'Aide-mémoire, de Pierre Boutron (téléfilm)
- 1984 : Frontières (De grens), de Leon de Winter (nl)
- 1984 : L'Amour à mort, d'Alain Resnais : Jérome Martignac
- 1984 : Stress, de Jean-Louis Bertuccelli : Michel
- 1984 : L'Amour par terre, de Jacques Rivette : Paul
- 1984 : Une fille à aimer (Just the Way You Are) d'Édouard Molinaro : François Rossignol
- 1985 : Music Hall, de Marcel Bluwal (téléfilm)
- 1985 : Trois hommes et un couffin, de Coline Serreau : Jacques
- 1986 : Triple sec, de Yves Thomas (court-métrage)
- 1986 : Yiddish Connection, de Paul Boujenah : le séminariste
- 1986 : Mélo, d'Alain Resnais : Marcel Blanc
- 1987 : De sable et de sang, de Jeanne Labrune : Emilio
- 1988 : Fréquence meurtre, d'Élisabeth Rappeneau : Commissaire Franck Quester
- 1988 : L'Enfance de l'art, de Francis Girod : Luc Ferraud
- 1988 : Mon ami le traître, de José Giovanni
- 1988 : Palace, de Jean-Michel Ribes (série télévisée) : un client

### Années 1990
- 1990 : Pour un oui ou pour un non, de Jacques Doillon (téléfilm)
- 1990 : Le Chemin solitaire, de Luc Bondy (téléfilm)
- 1990 : La Femme fardée, de José Pinheiro : Julien Peyrat
- 1991 : Le Piège, de Serge Moati (téléfilm)
- 1991 : Sushi Sushi, de Laurent Perrin : Maurice Hartmann
- 1992 : Border Line, de Danièle Dubroux
- 1992 : Roi blanc, dame rouge (Belyj korol, krasnaja koroljeva (Russkij)), de Sergueï Bodrov
- 1992 : Un cœur en hiver, de Claude Sautet : Maxime
- 1992 : Chien et chat, de Philippe Galland et Marc Simenon (série télévisée)
- 1993 : La Petite Apocalypse, de Costa-Gavras : Jacques
- 1993 : Les Marmottes, d'Élie Chouraqui : Simon Klein
- 1994 : Montparnasse-Pondichéry, de Yves Robert : Bertin
- 1994 : Aux petits bonheurs, de Michel Deville : Pierre
- 1994 : Le Colonel Chabert, d'Yves Angelo : le comte Ferraud
- 1995 : Les Fleurs de Maria Papadopylou, de Dodine Herry (court-métrage)
- 1995 : Le Roman d'un jeune homme pauvre (Romanzo di un giovane povero), d'Ettore Scola : Moscati
- 1995 : Belle Époque, de Gavin Millar (feuilleton TV) : Lucien Lachenay
- 1996 : Notre homme, d'Élisabeth Rappeneau (téléfilm)
- 1997 : Quand le chat sourit, de Sabine Azéma (téléfilm)
- 1997 : Quadrille, de Valérie Lemercier : Philippe de Morannes
- 1997 : Un air si pur..., d'Yves Angelo : docteur Boyer
- 1997 : On connaît la chanson, d'Alain Resnais : Simon
- 1997-2002 : Vérité oblige, de Stéphane Kappes, Jacques Malaterre et Claude-Michel Rome (série télévisée) : Pierre Chevalier
- 1998 : Voleur de vie, d'Yves Angelo : Jakob
- 1999 : Les Enfants du marais, de Jean Becker : Amédée
- 1999 : Sade en procès, de Pierre Beuchot (téléfilm) (voix)

### Années 2000
- 2000 : Scènes de crimes, de Frédéric Schoendoerffer : Capitaine Jean-Louis Gomez
- 2000 : Les Acteurs, de Bertrand Blier : lui-même
- 2000 : Aïe, de Sophie Fillières : Robert
- 2000 : La Dette, de Fabrice Cazeneuve (téléfilm)
- 2000 : Ils ont filmé la guerre en couleur (documentaire TV) (voix)
- 2001 : Un crime au Paradis, de Jean Becker : Maître Jacquard
- 2001 : Le Fabuleux Destin d'Amélie Poulain, de Jean-Pierre Jeunet (voix du narrateur)
- 2001 : La Chambre des officiers, de François Dupeyron : le chirurgien militaire
- 2001 : Vidocq, de Pitof : le préfet Lautresnares
- 2001 : Tanguy, d’Étienne Chatiliez : Paul Guetz
- 2003 : 18 ans après, de Coline Serreau : Jacques
- 2003 : La Légende de Parva, de Jean Cubaud (voix)
- 2003 : Effroyables Jardins, de Jean Becker : André Designy
- 2003 : Tais-toi !, de Francis Veber : le psy de la prison
- 2004 : Suzie Berton, de Bernard Stora (téléfilm) : inspecteur Ferran
- 2004 : D-Day, leur jour le plus long de Richard Dale : voix du narrateur
- 2004 : Agents secrets, de Frédéric Schoendoerffer : colonel Grasset
- 2004 : Un long dimanche de fiançailles, de Jean-Pierre Jeunet : maître Pierre-Marie Rouvières
- 2004 : 36 quai des Orfèvres, d’Olivier Marchal : Commissaire principal Robert Mancini
- 2005 : Ils voulaient tuer de Gaulle, de Jean-Teddy Filippe (téléfilm) (voix)
- 2005 : Mon petit doigt m'a dit..., de Pascal Thomas : Bélisaire Beresford
- 2005 : Lemming, de Dominik Moll : Richard Pollock
- 2006 : Un ticket pour l'espace, d’Éric Lartigau : Wesburger
- 2006 : Ne le dis à personne, de Guillaume Canet : Jacques Laurentis
- 2006 : Cœurs, d’Alain Resnais : Thierry
- 2007 : Ma place au soleil, d’Éric de Montalier : Pierre
- 2007 : Le Mas des alouettes, de Paolo et Vittorio Taviani : Colonel Arkan
- 2007 : La Vérité ou presque, de Sam Karmann : Vincent
- 2008 : Cortex, de Nicolas Boukhrief : Charles Boyer
- 2008 : Affaire de famille, de Claus Drexel : Jean Guignebont
- 2008 : Leur morale… et la nôtre, de Florence Quentin : André
- 2008 : Le crime est notre affaire, de Pascal Thomas : Bélisaire Beresford
- 2008 : Musée haut, musée bas, de Jean-Michel Ribes : le ministre
- 2008 : Mèche Blanche, les aventures du petit castor, de Philippe Calderon (voix)
- 2009 : La Légende de Despereaux, de Gary Ross : le narrateur (voix)
- 2009 : Les Herbes folles, d’Alain Resnais : Georges Palet
- 2009 : Micmacs à tire-larigot, de Jean-Pierre Jeunet : Nicolas Thibaut de Fenouillet
- 2009 : Une affaire d'État, d’Éric Valette : Victor Bornand

### Années 2010
- 2010 : Une exécution ordinaire, de Marc Dugain : Joseph Staline
- 2010 : Le Grand Restaurant, de Gérard Pullicino (téléfilm) : Antoine
- 2010 : Chicas, de Yasmina Reza : Fernand
- 2010 : La Bonté des femmes, de Marc Dugain et Yves Angelo (téléfilm) : Paul
- 2010 : La Vie sauvage des animaux domestiques, de Dominique Garing : voix du narrateur
- 2011 : Impardonnables, d'André Téchiné : Francis
- 2011 : Mon pire cauchemar, d'Anne Fontaine : François
- 2012 : Associés contre le crime, de Pascal Thomas : Bélisaire Beresford
- 2013 : Les Reines du ring, de Jean-Marc Rudnicki : Richard
- 2014 : La Belle et la Bête, de Christophe Gans : le père
- 2014 : Diplomatie, de Volker Schlöndorff : Raoul Nordling
- 2014 : Aimer, boire et chanter, d'Alain Resnais : Simeon
- 2014 : Des lendemains qui chantent, de Nicolas Castro : Raymond Kandel
- 2014 : Brèves de comptoir, de Jean-Michel Ribes : L'homme politique
- 2015 : Des Apaches, de Nassim Amaouche : Jean
- 2015 : Trois souvenirs de ma jeunesse, d'Arnaud Desplechin : Claverie
- 2015 : Le Petit Prince, de Mark Osborne : Voix de l'aviateur
- 2015 : Belles Familles, de Jean-Paul Rappeneau : Pierre Cotteret
- 2015 : Vingt et une nuits avec Pattie, d’Arnaud et Jean-Marie Larrieu : Jean
- 2015 : Le Grand Jeu, de Nicolas Pariser : Joseph
- 2016 : Adopte un veuf, de François Desagnat : Hubert Jacquin
- 2016 : À fond, de Nicolas Benamou : Ben
- 2017 : Chez nous, de Lucas Belvaux : Philippe Berthier
- 2018 : Mauvaises herbes, de Kheiron : Victor
- 2019 : Tanguy, le retour, d'Étienne Chatiliez : Paul Guetz
- 2019 : Fourmi, de Julien Rappeneau : Claude

### Années 2020
- 2021 : Cellule de crise, de Jacob Berger (série télévisée) : Guillaume Kessel
- 2021 : Boîte noire de Yann Gozlan : Philippe Rénier
- 2021 : Attention au départ ! de Benjamin Euvrard : Antoine
- 2021 : Tout s'est bien passé de François Ozon : André
- 2022 : Big Bug de Jean-Pierre Jeunet : Einstein (voix)
- 2022 : Juliette dans son bain de Jean-Paul Lilienfeld (TV) : Ronald
- 2022 : Le Tigre et le Président de Jean-Marc Peyrefitte : Georges Clemenceau
- 2022 : Le Torrent d'Anne Le Ny : Patrick
- 2023 : Mon crime de François Ozon : M. Bonnard
- 2023 : En plein feu de Quentin Reynaud : Joseph
- 2023 : Léo, la fabuleuse histoire de Léonard de Vinci : Léonard de Vinci[27] (voix, version française)
- 2024 : N'avoue jamais d'Ivan Calbérac : François Marsault
- 2024 : Paradis Paris de Marjane Satrapi : Édouard Emmard
- 2024 : Zorro, série télévisée française écrite par Benjamin Charbit et Noé Debré : le père de Zorro

## Théâtre
- 1972 : La Grande Muraille, de Max Frisch, mise en scène Jean-Pierre Miquel, Théâtre de l'Odéon
- 1973 : Les Fourberies de Scapin, de Molière, mise en scène Jacques Échantillon, Comédie-Française, Festival de Bellac
- 1973 : Le Bourgeois gentilhomme, de Molière, mise en scène Jean-Louis Barrault, Comédie-Française
- 1973 : La Critique de l'École des femmes, mise en scène Jean-Laurent Cochet, Comédie-Française
- 1973 : Par-dessus bord, de Michel Vinaver, mise en scène Roger Planchon, théâtre national populaire Villeurbanne
- 1976 : Le Bain de vapeur, de Roland Dubillard, mise en scène Roland Dubillard et Philippe Chérisey, théâtre de l'Atelier
- 1977 : Trois Lits pour huit, d'Alan Ayckbourn, mise en scène Pierre Mondy, Théâtre Montparnasse Théâtre de la Madeleine
- 1979 : La Fraicheur de l'aube, d'Herb Gardner, mise en scène Raymond Rouleau, Théâtre de l'Athénée
- 1980 : L'Aide-mémoire, de Jean-Claude Carrière, mise en scène Yves Bureau, théâtre Saint-Georges
- 1981 : Faisons un rêve, de Sacha Guitry, mise en scène Jacques Sereys, théâtre de l'Athénée
- 1982 : Trahisons, d'Harold Pinter, mise en scène Raymond Gérôme, Théâtre Montparnasse
- 1985 : Love, de Murray Schisgal, mise en scène Michel Fagadau, théâtre de la Gaîté-Montparnasse
- 1988 : La Mouette, d'Anton Tchekhov, mise en scène Andreï Kontchalovski, avec Juliette Binoche, Théâtre national de l'Odéon
- 1989 : Les Caprices de Marianne, d'Alfred de Musset, mise en scène Bernard Murat, Théâtre Montparnasse
- 1989 : Le Chemin solitaire, d'Arthur Schnitzler, mise en scène Luc Bondy, Théâtre Renaud-Barrault
- 1995 : Scènes de la vie conjugale, d'Ingmar Bergman, mise en scène Rita Russek et Stephan Meldegg, Théâtre de la Madeleine
- 1997 : Cher Menteur, de Jerome Kilty, lecture, Festival d'Avignon
- 2001 : Monstres sacrés, sacrés monstres, spectacle conçu et interprété par André Dussollier, avec les textes de Charles Baudelaire, Sacha Guitry, Victor Hugo, Molière, Jacques Prévert
- 2003 : Les Athlètes dans leur tête, one-man-show sur un texte de Paul Fournel, mise en scène André Dussollier, théâtre du Rond-Point, théâtre des Mathurins. Il exprime les joies, les angoisses et les attentes d'une dizaine de sportifs qui se sont battus toute leur vie pour une seule minute de gloire sur la plus haute marche du podium.
- 2011 : Diplomatie de Cyril Gely, mise en scène Stéphan Meldegg, théâtre de la Madeleine
- 2014 - 2019 : Novecento de Alessandro Baricco, mise en scène André Dussollier, théâtre du Rond-Point, théâtre de la Porte Saint-Martin, théâtre Montparnasse, tournée
- 2024 - 2025 : Sens Dessus Dessous, spectacle conçu par André Dussollier, théâtre des Bouffes Parisiens et tournée. Avec les textes de Charles Baudelaire, Sacha Guitry, Victor Hugo, Raymond Devos, Roland Dubillard et autres.

## Doublage
- 1996 : Beauté volée : Alex Parrish (Jeremy Irons)
- 2003 : Swimming Pool : John Bosload (Charles Dance)
- 2008 : La Légende de Despereaux : le narrateur (Sigourney Weaver)
- 2015 : Le Petit Prince : l'aviateur (Jeff Bridges)
- 2023 : Léo, la fabuleuse histoire de Léonard de Vinci : Léonard de Vinci (Stephen Fry)

## Publication

### Ouvrage
- Alain Resnais, les coulisses de la création - Entretiens avec ses proches collaborateurs, de François Thomas, Armand Colin, 2016

### Livre numérique
- TomBraining La Galerie, application disponible sur iPhone, iPad et Mac, 2013. Dans l'application, on trouve notamment une galerie d'art en 3D où chaque tableau est accompagné d'un texte poétique écrit par Françoise Barbe-Gall et lu par André Dussollier.
- Vous n'aurez pas ma haine d'Antoine Leiris, Audiolib, 2016 (voix)
- L'Indifférent de Marcel Proust, Audiolib, 2017 (voix)
- Le Fusil de chasse de Yakushi Inoué, Audiolib, 2021 (voix)

## Podcast
- 2022 : Batman Autopsie (Batman Unburied) : Dr Hunter (doublage de l'acteur John Rhys-Davies)

## Distinctions

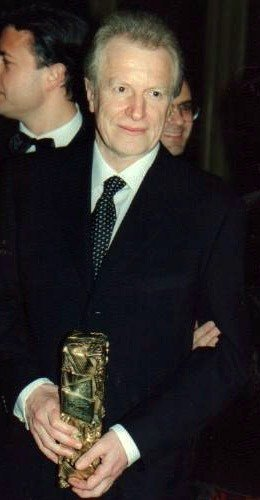
André Dussollier recevant le César du meilleur acteur en 1998.

### Récompenses

#### César du cinéma
- César 1993 : César du meilleur acteur dans un second rôle pour Un cœur en hiver
- César 1998 : César du meilleur acteur pour On connaît la chanson
- César 2002 : César du meilleur acteur dans un second rôle pour La Chambre des officiers

#### Molières
- Molières 2015 : Molière du comédien dans un spectacle de théâtre public pour Novecento

#### Décorations
- Chevalier de la Légion d'honneur (décret du 3 avril 1996)
- Officier de l'ordre national du Mérite (décret du 15 mai 2000 ; chevalier en 1993)

#### Divers
- 1986 : 7 d'or du meilleur comédien pour Music Hall
- 2002 : prix Plaisir du théâtre
- 2003 : prix Henri Desgrange de l'Académie des sports
- 2017 : Prix du Brigadier : Brigadier d'honneur pour l'ensemble de sa carrière

### Nominations

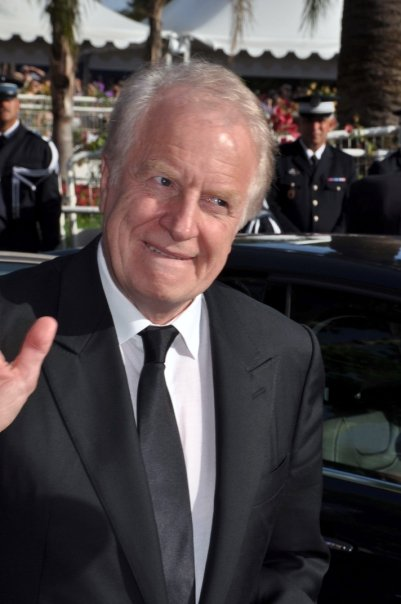
André Dussollier au festival de Cannes 2010.

#### César du cinéma
- César 1987 : nomination au César du meilleur acteur pour Mélo
- César 2000 : nomination au César du meilleur acteur dans un second rôle pour Les Enfants du marais
- César 2002 : nomination au César du meilleur acteur pour Tanguy
- César 2005 : nomination au César du meilleur acteur dans un second rôle pour 36 quai des Orfèvres
- César 2007 : nomination au César du meilleur acteur dans un second rôle pour Ne le dis à personne

#### Molières
- Molières 1996 : nomination au Molière du comédien pour Scènes de la vie conjugale
- Molières 2002 : nomination au Molière du comédien pour Monstres sacrés, sacrés monstres
- Molières 2003 : nomination au Molière du comédien pour Monstres sacrés, sacrés monstres
- Molières 2011 : nomination au Molière du comédien pour Diplomatie

#### Lumières de la presse internationale
- 14e cérémonie des Lumières (2009) : nomination au Lumière du meilleur acteur pour Cortex
- 21e cérémonie des Lumières (2016) : nomination au Lumière du meilleur acteur pour Vingt et une nuits avec Pattie

### Articles de presse
- Caroline de Bodinat, « André Dussollier : un beau garçon comme lui », Libération,‎ 29 août 2017 (lire en ligne, consulté le 1er décembre 2018)